# André Courrèges
Pour les articles homonymes, voir Courrèges.
André Courrèges, né le 9 mars 1923 à Pau et mort le 7 janvier 2016 à Neuilly-sur-Seine, est un couturier français, fondateur de la maison Courrèges. Promoteur de la minijupe et du pantalon pour les femmes, dès le début des années 1960 il crée une mode fonctionnelle, architecturée, symbole de son époque, et qui inspirera à la suite de nombreux stylistes par ses formes géométriques et l'omniprésence du blanc. Après avoir exercé chez Balenciaga dans les années 1950, il fonde sa maison en 1961. S'il rencontre le succès rapidement, ce n'est que réellement à l'automne 1964 qu'il connaît un retentissement mondial avec sa mode futuriste. Trop copié, il marque alors une pause dans son activité puis reprend par la suite pour finalement créer plusieurs lignes de produits. Il est surnommé « Le Corbusier » de la mode.

## Biographie

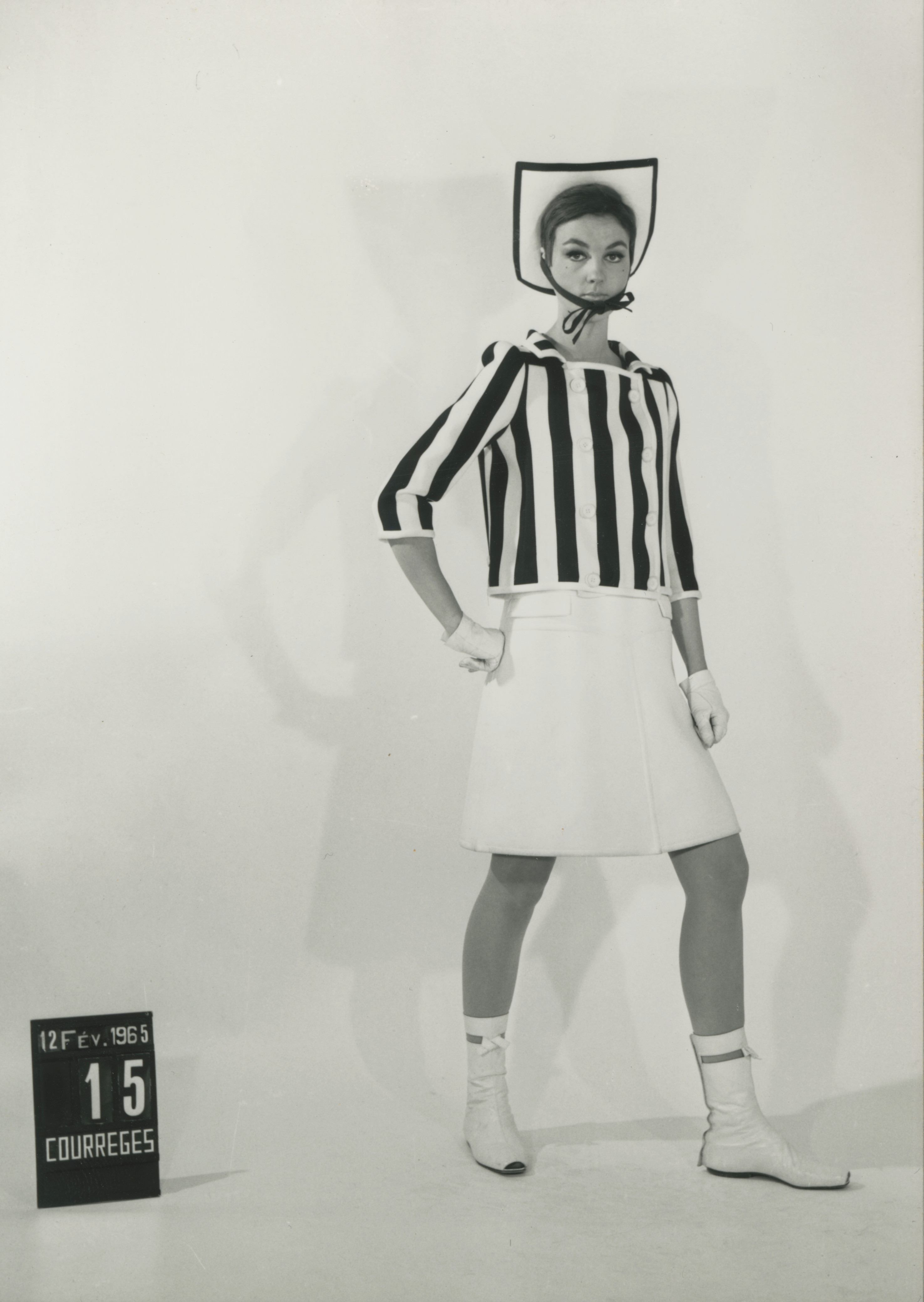
Ensemble 15, André Courrèges, 1965

### Enfance, pilote de chasse, formation (1923 - 1945)
À quinze ans, André Courrèges veut faire une école d'art. « Tu seras ingénieur » lui dit son père, majordome, qui l’envoie effectuer des études de génie civil. André Courrèges effectue ses études à Pau et découvre dessin et architecture. Il est pilote de chasse dans les Forces aériennes françaises pendant la Seconde Guerre mondiale, à partir de 1941,. À la Libération, il monte à Paris. En parallèle, il suit des cours à l'École de la chambre syndicale de la couture parisienne. Alors qu'il travaille à l'usine Blin de Elbeuf (Seine-Maritime), il intègre l'équipe locale de rugby de deuxième division des Touristes elbeuviens lors de la saison 1946-1947.

### Débuts dans la mode (1950 - 1961)
À partir des années 1950, il se forme à la couture : il travaille brièvement chez Jeanne Lafaurie comme dessinateur, puis, la même année, pendant dix ans chez Balenciaga, commençant comme coupeur, y apprenant le métier et ses techniques. Il y travaille avec sa future femme, de douze ans sa cadette, Coqueline Barrière, qu'il surnomme sa « créativité complémentaire ». Les cinq premières années, André Courrèges apprend une chose nouvelle chaque jour dit-il, les cinq années suivantes, il s'ennuie. « Je suis à l’abri sous un grand chêne, mais le soleil ne passe pas. J’ai l’impression d’être comme un gland tombé au pied du tronc. Vous devez accepter mon départ ». Ils quittent tous deux la maison du couturier espagnol. André Courrèges est remplacé chez Balenciaga par Emmanuel Ungaro. Coqueline Courrèges précisera plus tard : « André et moi avions besoin de nous éloigner de l'influence de notre mentor, Balenciaga. L'objectif était de garder sa philosophie et son raisonnement mais de l'adapter dans quelque chose qui pouvait être accessible à la nouvelle et jeune génération. » À son départ de Balenciaga, il se donne cinq ans pour réussir, il y arrivera en deux.

### Création de la maison Courrèges (1961)
Il fonde son entreprise en 1961, avenue Kléber, et rencontre très rapidement le succès.
Les vêtements sont construits, bâtis et témoignent de sa passion pour l'architecture. Il veut habiller la jeunesse et libérer la femme : pour cela, il supprime toutes les entraves qui composaient précédemment les toilettes féminines, guêpière, soutien-gorge, talons hauts… à la place il crée des combi-shorts, de courts manteaux, des tailleurs à larges poches, des pantalons et des pantacourts, des bottes plates et promeut la minijupe et la fait entrer en haute couture. En quelques années, il s'oriente vers une mode futuriste rejoignant la tendance de l'époque,. Alors que la transition entre les années 1950 et 60 voit une mode quotidienne assez classique, la « bombe Courrèges », qui s'inspire et s'adresse à la jeunesse, se met en marche,.

### Développement artistique et fin de carrière (1961 - 2002)
André et Coqueline se marient en 1966 ; ils ont en 1970 une fille, prénommée Clafoutis (qui préférera utiliser, devenue adulte, son second prénom Marie,). Ils s'installent rue François Ier en mars 1967 ; il crée la même année son département de prêt-à-porter sous le nom de « Couture Future », et ouvre dans sa ville natale un atelier de création qu'il fera transformer en usine peu après. Les magazines féminins disent alors d'André Courrèges qu'il a « retiré dix ans aux femmes ». Mais milieu des années 1990, André Courrèges, malade, prend sa retraite ; sa femme reprend la direction artistique de l'entreprise. En 2002, après le dernier défilé haute couture, André Courrèges, déjà fatigué par la maladie de Parkinson, décide de se consacrer à d'autres projets, comme la peinture, la sculpture. Atteint de la maladie de Parkinson depuis la fin des années 1980, il meurt le 7 janvier 2016,,. Il est inhumé au cimetière urbain de Pau.

## Héritage artistique
Le travail d'André Courrèges est celui d'un visionnaire : il installe un univers radical, personnel et polymorphe et adapte ses vêtements à l'évolution des mœurs, en regardant vers l'avenir, tout en restant en phase avec son époque. Architecte du vêtement autant que couturier, il sera surnommé par WWD « Le Corbusier » de la haute couture, refusant l'esthétisme pur du stylisme au profit de créations faciles à porter. Durant toute sa carrière, il dira s'adresser avant tout aux femmes modernes, actives, désirant plus acheter « un mode de vie » que des vêtements. La « petite robe blanche » de Courrèges deviendra emblématique, telle la petite robe noire de Coco Chanel. En parlant des premières réalisations de Courrèges, Yves Saint Laurent dira que « sa collection est apparue comme une bombe, après, plus rien n'était comme avant. »

### Influence
Il influencera plusieurs stylistes par la suite, et l'esprit épuré et graphique de Courrèges se retrouvera dans les collections de Thierry Mugler, Jil Sander, Chalayan, Stephen Sprouse (en), ou Nicolas Ghesquière,,,.